# Donghaesinmyo
Der Donghaesinmyo ist ein Schrein für Zeremonien in Yangyang-gun (Gangwon-do, Südkorea), um den Drachenkönig (龍王, 용왕 Yongwang) im Meer für gute Ernten und den guten Willen zu bitten.

## Geschichte
In Korea betete man für Überfluss und guten Willen, indem den Bergen und dem Meer Opfer dargebracht wurden. Besonders in der Ostküstenregion wird seit der Shilla-Ära auch in der rauen See gefischt, da die Erträge im Landgebiet nicht ausreichen. Daher wurde in der Region hauptsächlich zum Drachenkönig gebetet. Auch in Dörfern an den Küsten gab es Schreine für die Meeresgötter. In vielen Küstendörfern an der Ostküste, wie Goseong, Yangyang, Gangneung, Donghae, Uljin und Samcheok, befinden sich außerdem Schreine für den jeweiligen Schutzgott des Dorfes.
Donghaesinmyo ist auch ein Schrein der traditionellen Glaubenstradition in der Küstenregion, der vermutlich aus der Regierungszeit König Gongmins (im Jahr 1370) stammt. Das Ritual im Donghaesinmyo stellte zu Beginn der Joseon-Dynastie ein mittelgroßes Ritual dar, das jährlich im Frühling und Herbst durchgeführt wurde. Das Denkmal wurde jedoch 1908 im zweiten Jahr des Sunjong in der Joseon-Dynastie im Zuge der japanischen Besetzung nicht mehr vollzogen und das Gebäude abgebrochen. Ab 1993 wurde von Yangyang ein Restaurierungsprojekt durchgeführt.
Das Ritual für den Drachenkönig wurde bis in die Gegenwart überliefert und wird jedes Jahr mit der Eröffnungszeremonie der großen Strände, wie dem Naksan- und dem Seorak-Strand, im Sommer durchgeführt.